# Enrico Altavilla
Enrico Altavilla (Aversa, 27 gennaio 1883 – Napoli, 5 febbraio 1968) è stato un giurista italiano, caposcuola della psicologia giuridica italiana, che ha partecipato ai lavori della Consulta Nazionale.

## Biografia

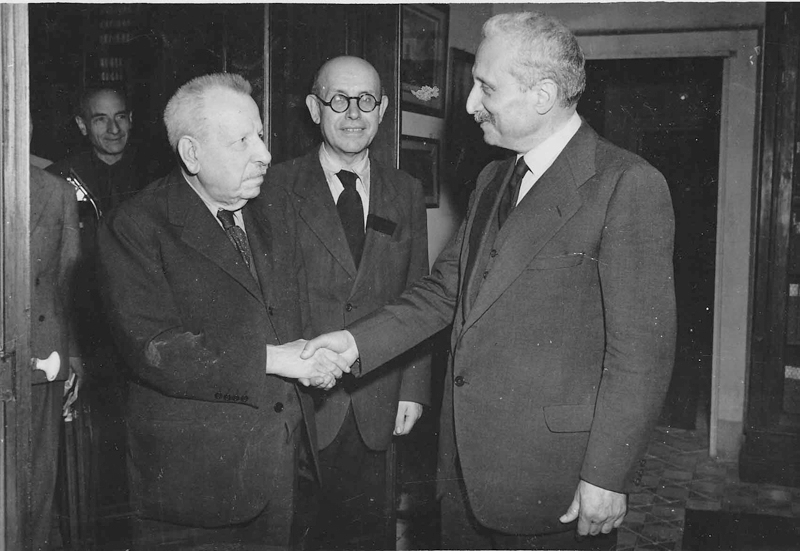
Enrico Altavilla, al centro, durante un incontro tra Benedetto Croce ed Enrico De Nicola

Presso l'Università Federico II di Napoli, dove si era laureato in giurisprudenza, ha insegnato diritto e procedura penale, poi anche unitamente all'antropologia criminale.
Ebbe come maestri Napoleone Colajanni e Cesare Lombroso, personaggi ai quali dedicò il suo primo lavoro pubblicato nel 1907.
Nel 1925 ha dedicato al tema della psicologia giudiziaria un importante trattato, che di fatto dava il via agli studi sulla psicologia della testimonianza, segnalandovi tra l'altro - dopo aver sviluppato l'opinione sulla «scarsa attendibilità del fanciullo testimone», dovuta ad una serie di fattori, quali la tendenza a collocare le informazioni precedenti nelle sue percezioni, la predisposizione a completare il quadro della realtà con l'immaginazione, la disattenzione sulla scorta di un processo cognitivo più imperniato dell'attenzione per l'oggetto e la suggestionabilità (all'adulto che domanda risponde ciò che questi si attende da lui) - le «ancora attuali» regole da seguire durante l'interrogatorio di un bambino: fargli il minor numero di domande possibili; consentirgli la narrazione libera; porgli quesiti chiari e non suscettibili di recare né suggerimenti né il proprio retropensiero; approfondire le sue risposte monosillabiche (a volte date indifferentemente); non sforzarlo per ottenere descrizioni più particolareggiate; non intimorirlo.
È stato eletto alla Consulta Nazionale, di cui ha fatto parte dal 25 settembre 1945 al 24 giugno 1946.
Socio dell'Accademia Pontaniana, ha scritto anche numerosi saggi biografici su giuristi e crimonologi, quali Enrico Ferri, Alfredo De Marsico, Enrico De Nicola, Enrico Pessina e Alfredo Niceforo.

## Opere principali
- I fattori della delinquenza colposa, con prefazione di Napoleone Colajanni, Napoli, Luigi Pierro e figlio, 1907
- I sordomuti e la legge penale, in «Rivista Penale», 1908, vol. 68., fasc. 2.
- Il confronto. Note di psicologia giudiziaria, in «Rivista Penale», 1909, vol. 69, fasc. 5.
- La delinquenza dei minorenni e il codice penale, in «Rivista popolare di politica, lettere e scienze sociali», XVI (1910).
- Dalla fase psicologica dell'antropologia criminale alla fase giuridica del diritto penale, in «Rivista di diritto e procedura penale», IV (1913), fasc. 1.
- Il primo convegno della Società italiana di antropologia, sociologia e diritto criminale e la segregazione a tempo indeterminato, in «Rivista di diritto e procedura penale», VI (1915), fasc. 2.
- La confessione giudiziale, in «Scuola positiva», XXVIII (1918), n. 3.
- Psicologia giudiziaria, UTET, Torino 1925 (II ed. accresciuta 1927, con prefazione di E. Ferri e app. a parte, rist. III ed. 1949, rifatta in 2 voll. nel 1955)
- Delitti contro la persona, Milano (III ed. F. Vallardi 1928)
- Lineamenti di diritto criminale, Morano, Napoli 1931 (II ed. 1932)
- Il suicidio nella psicologia, nella indagine giudiziaria e nel diritto, Morano, Napoli 1932.
- Teoria soggettiva del reato. Ricostruzione dogmatico-positivista del codice penale, Jovene, Napoli 1933.
- Manuale di procedura penale, 2 voll., Morano, Napoli 1935.
- L'avvocato penale, 2 voll., Istituto delle edizioni accademiche, Udine 1937.
- Il Codice penale cinese del 1935, in «Annuario di diritto comparato e di studi legislativi», 1937, v. 13., fasc. 2, pp. 134–140.
- Inerzia ed omissione nel processo causale, in «Rivista italiana di diritto penale», VIII (1937), n. 2.
- Lineamenti di diritto processuale penale, Morano, Napoli 1946.
- Nuove arringhe, Lib. Internazionale Treves, Napoli 1949.
- Il delinquente. Trattato di psicologia criminale, Morano, Napoli 1949.
- Egoismo morboso e criminale, in «Rivista penale», marzo 1951
- Salvare l'infanzia, in «Il Mezzogiorno. Rassegna della vita e dei problemi del Sud», I (1952), n. 1, pp. 31–33.
- Il delinquente e la Legge penale, Morano, Napoli 1954 (II ed.)
- La colpa, Edizioni dell'Ateneo, Roma 1950 (rifatta in 2 voll., Utet, Torino 1957).
- "Processo ai genitori" (1966) Rizzoli editore.